# Alleanza Popolare (Spagna)
L'Alleanza Popolare (in spagnolo Alianza Popular, AP) è stata una coalizione elettorale post-franchista, e successivamente un partito politico conservatore spagnolo, fondata nel 1976 come federazione di diverse associazioni politiche. Trasformato in partito nel 1977 e guidato da Manuel Fraga, è diventato il principale partito conservatore di destra in Spagna. È stato rifondato come Partito Popolare nel 1989.

## Storia

Logo di AP, 1976-1983

### Fondazione
Alleanza Popolare nasce il 9 ottobre 1976 come federazione di associazioni politiche sorte durante la transizione spagnola.
- Reforma Democrática (Manuel Fraga Iribarne),
- Unión del Pueblo Español (Cruz Martínez Esteruelas),
- Acción Democrática Española (Federico Silva Muñoz)
- Democracia Social (Licinio de la Fuente y de la Fuente),
- Acción Regional (Laureano López Rodó),
- Unión Social Popular (Enrique Thomas de Carranza),
- Unión Nacional Española (Gonzalo Fernández de la Mora)
- e altri associazioni minori moderate

Tutti e sette erano stati dirigenti durante la dittatura di Francisco Franco; e avevano ricoperto incarichi a livello di governo. Divennero noti come los siete magníficos ("I magnifici sette").
Rinunciando al progetto di un "centro riformista", Fraga e la sua  associazione Riforma Democratica (successore del GODSA) fecero una svolta verso un neo-franchismo (il percorso opposto fu seguito dal segretario del partito franchista Adolfo Suárez), guidando quella che sarebbe diventata, fino al 1979, la principale piattaforma neofranchista. La posizione del partito era percepita come una via di mezzo tra la destra conservatrice e l'estrema destra franchista.
Gli scatti d'ira di Fraga e gli stretti legami di molti dei candidati dell'AP al regime precedente contribuirono a questa percezione. In particolare, le tattiche spesso aggressive di Fraga come primo ministro degli interni post-Franco fecero riflettere gli elettori. Quando si tennero le elezioni nel giugno 1977, l'AP ottenne l'8,3% dei voti e 16 seggi.
Il 5 maggio 1977 si era costituito in partito, con Manuel Fraga che mantenne solo la carica di segretario generale. 
Nei mesi successivi alle elezioni del 1977, all'interno dell'AP scoppiò il dissenso sulle questioni costituzionali sorte durante la formulazione della bozza di documento. I membri più reazionari hanno votato contro il progetto di costituzione, auspicando uno spostamento a destra. Fraga, tuttavia, aveva voluto fin dall'inizio promuovere il partito come un partito conservatore, con l'obiettivo di formare un partito di centrodestra più ampio.

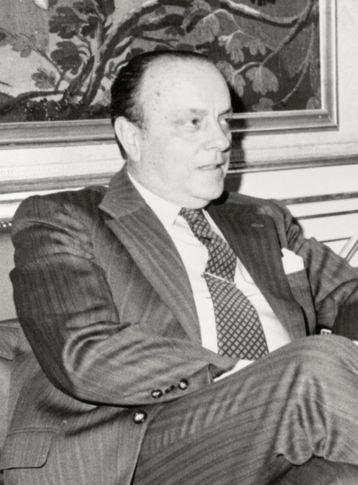
Il leader di AP Fraga Iribarne nel 1983.

Nel 1978 il gruppo  Acción Democrática Española e Gonzalo Fernández de la Mora uscirono dal partito, perché contrari alla nuova Costituzione spagnola, mentre Fraga e i restanti membri dell'AP si unirono ad altri politici moderati, conservatori e cristiano-democratici per formare la Coalizione Democratica (CD) per le elezioni del 1979.
La speranza era che questa nuova coalizione avrebbe catturato il sostegno di coloro che avevano votato per l'Unione di Centro Democratico (UCD) nel 1977, ma che erano rimasti delusi dal governo di Suárez. Quando si tennero le elezioni nel marzo 1979, tuttavia, il CD ricevette solo il 6,1% dei voti e 9 seggi alle Cortes. Profondamente deluso, Fraga si dimise da capo di AP.
Al momento del Terzo Congresso del Partito nel dicembre 1979, i leader del partito rivalutarono il loro coinvolgimento con il CD. Molti erano dell'idea che la creazione della coalizione avesse semplicemente confuso gli elettori, e che ci fosse il bisogno di enfatizzare nuovamente l'identità indipendente dell'AP. Fraga riprese il controllo del partito e le risoluzioni politiche adottate dal congresso del partito riaffermarono l'orientamento conservatore dell'AP.

### Principale partito d'opposizione
All'inizio degli anni '80 Fraga riuscì a radunare le varie componenti della destra attorno alla sua leadership. Inoltre la crescente disintegrazione dell'UCD centrista aiutò il Fraga nei suoi sforzi per rilanciare l'AP. Nelle elezioni generali tenutesi nell'ottobre 1982, l'AP ottenne voti sia dai precedenti sostenitori dell'UCD che della destra conservatrice, diventando così il principale partito di opposizione con il 25,4% dei voti popolari.
Il partito si era alleato con il piccolo Partito Democratico Popolare (PDP) per formare una nuova coalizione, chiamata Coalizione Popolare (CP), che conquistò 106 seggi nel 1982.
La maggiore forza dell'AP fu ulteriormente evidenziata nelle elezioni municipali e regionali tenutesi nel maggio 1983, quando il partito ottenne il 26% dei voti. Una parte significativa dell'elettorato sembrava sostenere l'enfasi dell'AP sulla legge e l'ordine, nonché le sue politiche a favore delle imprese. Prima delle elezioni del giugno 1986, l'AP decise di unire ancora una volta le forze con il PDP e, insieme al Partito Liberale (PL), formò la Coalizione Popolare (Coalición Popular), in un altro tentativo di espandere la sua base elettorale verso il centro dello spettro politico. La coalizione chiese misure più forti contro la violenza dell'ETA, una maggiore privatizzazione e una riduzione della spesa e delle tasse. Tuttavia, il PC non riuscì ad aumentare la sua quota di voti nelle consultazioni del 1986 ma mantenne 105 seggi. 
Quando le elezioni regionali alla fine del 1986 provocarono perdite per la coalizione, Fraga si dimise da presidente dell'AP, sebbene mantenne il suo seggio parlamentare.
Al congresso del partito nel febbraio 1987, Hernández Mancha fu scelto a capo dell'AP, dichiarando che sotto la sua guida il partito sarebbe diventato un "partito europeo moderno di destra". Ma Hernandez non aveva esperienza politica a livello nazionale e il partito seppur rimasto il principale partito d'opposizione al PSOE, continuò il suo declino. Alle prime elezioni europee del 1987 "AP" ottenne 17 seggi su 60, aderendo al gruppo dei Democratici Europei, invece che a quello delle destre. Alle elezioni  regionali tenutesi nel giugno 1987, conquistò comunque la regione di Castiglia e Leon.
Dopo l'elezione, Antonio Hernández Mancha, si trovò con il disagio di non poter affrontare dialetticamente il presidente del governo Felipe González al Congresso, perché senatore e non deputato. Sollevò una mozione di sfiducia contro il governo socialista, una mossa da molti definito suicida visto che il PSOE godeva della maggioranza assoluta dei seggi, ma che gli permise di partecipare al dibattito al Congresso. Però proiettò una immagine piuttosto negativa di Hernández Mancha, che perse il duello dialettico contro il governo e fu oggetto di virulente critiche da parte dei portavoce degli altri partiti.

### Nuovo partito come P.P.
Tornato Fraga Iribarne, al IX Congresso di "AP" del gennaio 1989 è stato rifondato come Partito Popolare, quando si è fuso con diversi piccoli partiti democristiani e liberali, di nuovo sotto la presidenza di Fraga.
Nell'aprile 1990, nel X Congresso, alla presidenza fu eletto José María Aznar e divenne il partito al governo dal 1996 al 2004.

## Risultati elettorali

### Corti Generali
| Corti Generali |                          |                          |                          |           |           |          |         |                    |                               |
| Elezione       | Congresso                | Congresso                | Congresso                | Congresso | Congresso | Senato   | Senato  | Candidato di punta | Stato in legislatura          |
| Elezione       | Voti                     | %                        | #                        | Seggi     | +/–       | Seggi    | +/–     | Candidato di punta | Stato in legislatura          |
| 1977           | 1 526 671                | 8,3%                     | 4°                       | 16 / 350  | Stabile   | 2 / 207  | Stabile | Manuel Fraga       | Appoggio esterno              |
| 1979           | All'interno del CD       | All'interno del CD       | All'interno del CD       | 6 / 350   | 10        | 3 / 207  | 1       | Manuel Fraga       | Appoggio esterno              |
| 1979           | All'interno del CD       | All'interno del CD       | All'interno del CD       | 6 / 350   | 10        | 3 / 207  | 1       | Manuel Fraga       | Opposizione (dal maggio 1980) |
| 1982           | All'interno di AP–PDP    | All'interno di AP–PDP    | All'interno di AP–PDP    | 83 / 350  | 77        | 41 / 207 | 38      | Manuel Fraga       | Opposizione                   |
| 1986           | All'interno di AP–PDP–PL | All'interno di AP–PDP–PL | All'interno di AP–PDP–PL | 69 / 350  | 14        | 43 / 207 | 2       | Manuel Fraga       | Opposizione                   |

### Parlamento europeo
| Parlamento europeo |           |        |    |         |         |                    |
| Elezione           | Voti      | %      | #  | Seggi   | +/–     | Candidato di punta |
| 1987               | 4 747 283 | 24,65% | 2° | 17 / 60 | Stabile | Manuel Fraga       |

## Congressi e leadership
- I Madrid 1977: Federico Silva Muñoz
- II Madrid 1978: Félix Pastor Ridruejo
- III Madrid 1979: Manuel Fraga Iribarne
- IV Madrid 1981: Manuel Fraga Iribarne
- V Madrid 1982: Manuel Fraga Iribarne
- VI Barcellona 1984: Manuel Fraga Iribarne
- VII Madrid 1986: Manuel Fraga Iribarne
- VIII Madrid 1987: Antonio Hernández-Mancha
- IX Madrid 1989: Manuel Fraga Iribarne